# Christopher Kanu
Christopher Ogbonna Kanu (Owerri, 4 december 1979) is een Nigeriaans voormalig profvoetballer. Hij speelde voornamelijk op de positie van rechtsback, maar ook rechts op het middenveld en in de aanval kon hij uit de voeten. Christopher Kanu is meervoudig international voor Nigeria en hij is het jongere broertje van Nwankwo Kanu.

## Clubcarrière
Christopher Kanu maakte al op 15-jarige leeftijd zijn debuut voor Eagle Cement in Nigeria en werd in het seizoen daarop (1995/1996) herenigd met zijn drie jaar ouder broer Nwankwo Kanu bij AFC Ajax. Nadat Christopher een jaar in de jeugd van Ajax gespeeld had, verhuisde zijn broer naar Internazionale in Italië. Christopher verhuisde mee, maar werd vervolgens uitgeleend aan FC Lugano in Zwitserland om aan speeltijd toe te komen. Hij speelde er uiteindelijk op 17-jarige leeftijd negen wedstrijden. Een jaar later en een ervaring rijker keerde Kanu echter alweer terug naar Amsterdam en kwam daar weer in de jeugd terecht. Twee jaar later (1999) maakte hij op 19-jarige leeftijd zijn debuut in het eerste elftal van Ajax. In de twee daaropvolgende seizoenen (1999/2000 en 2000/2001) speelde de kleine rechtsback slechts 15 wedstrijden. Kanu kon de successen van zijn oudere broer bij Ajax niet evenaren en werd in 2001/2002 uitgeleend aan Deportivo Alavés, destijds uitkomend in de Primera División. Daar speelde hij slechts vijf wedstrijden. In januari 2002 was hij spoorloos verdwenen en beëindigde Alaves de huurperiode. Ook Ajax ontbond vervolgens zijn nog een paar maanden doorlopende contract. Vervolgens ging Christopher Kanu op amateurbasis naar TOP Oss in de Eerste divisie, waar hij echter niet zou spelen. Medio 2003 wilde hij naar Engeland waar zijn broer speelde en na een proefperiode mocht hij blijven bij Peterborough United dat uitkwam in de Football League Second Division. Kanu keerde in 2006 terug naar Nigeria. In 2010 beëindigde hij zijn loopbaan.

## Interlandcarrière
Christopher Kanu is Nigeriaans international en speelde onder andere met Nigeria op de Olympische Zomerspelen 2000 en maakte deel uit van het Nigeriaans onder 17 team dat in 1997 de Meridian Cup in Portugal won.